# Глуховской Петропавловский монастырь
Глуховской Петропавловский монастырь — мужской монастырь в бывшем селе Петропавловская Слобода, расположенный в 35 км к югу от Глухова на берегу реки Клевень.

## История
Был основан в 1230 году. В середине XVII века полностью деревянный монастырь был перестроен в каменный.
В 1694 году игуменом монастыря назначен Димитрия Туптало, мероприятиями которого построен собор святых апостолов Петра и Павла. Со святыней связана деятельность игумена Димитрия Туптало и поборника образования и православие Мелхиседека (Значко-Яворского), который здесь и похоронен, управлявший монастырём в 1786—1809 годах. В конце 1920-х годов монастырь был закрыт органами советской власти. Сейчас в его помещениях расположена психиатрическая больница.